# Hank Worden
Hank Worden (născut Norton Earl Worden; n. 23 iulie 1901, Rolfe⁠(d), Iowa, SUA – d. 6 decembrie 1992, Los Angeles, California, SUA) a fost un cowboy american devenit actor. Acesta a apărut în numeroase filme western, cu precădere în cele regizate de John Ford, și în serialul de televiziune The Lone Ranger⁠(d).

## Biografie
Născut în Rolfe, Iowa, Worden crescut la o fermă de vite situată în apropiere de Glendive, Montana⁠(d) și a studiat ingineria la Universitatea Stanford și Universitatea Nevada⁠(d). S-a înrolat în Armata Statelor Unite, sperând să devină pilot de luptă, însă nu a reușit să termine școala de aviație. Călăreț profesionist, acesta a participat la turnee de rodeo organizate prin țară. În timpul unui spectacol, calul său a căzut peste el și i-a fracturat gâtul; acesta a descoperit consecințele incidentului abia 20 de ani mai târziu în timpul unei radiografii. După ce au participat la un spectacol de rodeo organizat la Madison Square Garden din New York, Worden și colegul său, Tex Ritter⁠(d), au fost aleși să apară în piesa de teatru Green Grow the Lilacs⁠(d) (1931) pe Broadway.
O întâlnire întâmplătoare cu actrița Billie Burke la o fermă turistică⁠(d) a condus la o suită de roluri de film. Worden și-a făcut debutul în film ca figurant în filmul lui Cecil B. DeMille The Plainsman⁠(d). Între timp, Tex Ritter devenise o stea de cinema, iar Worden a apărut în roluri secundare în câteva filme western regizate de acesta. În primele sale roluri, a fost creditat sub numele de scenă „Heber Snow”. După un rol minor în filmul Ispita⁠(d) de Howard Hawks, Worden a obținut alte roluri în filmele lui Hawks și a fost recomandat de acesta regizorului John Ford. A apărut în șase episoade ale serialului The Lone Ranger.
Worden a devenit în cele din urmă membru al John Ford Stock Company și a apărut în douăsprezece producții de film și televiziune regizate de Ford. Datorită relației sale cu Ford, acesta a devenit asociat cu actorul John Wayne, iar Worden a apărut în 17 lungmetraje alături de Wayne. Cea mai importantă colaborare dintre cei doi a fost filmul clasic Căutătorii (1956), unde Worden l-a interpretat pe nătângul shakespearean⁠(d) Mose Harper.
Cele mai memorabile interpretări ale sale au fost realizate sub regizorii perfecționiști. Worden avea o înfățișare izbitoare - era înalt și chel, avea o constituție atletică, iar vocea și gestica erau de neuitat. A lucrat constant în televiziune și în filme, iar spre finalul carierei a devenit cunoscut pentru rolul chelnerului vârstnic din serialul Twin Peaks regizat de David Lynch.
În 1992, Worden a fost gazdă și coproducător alături de regizorul Cyde Lucas al emisiunii speciale Thank Ya, Thank Ya Kindly difuzate pe Nostalgia Channel și alte câteva posturi de televiziune PBS. Emisiunea reflecta asupra carierei lui Worden și i-a avut ca invitați pe Clint Eastwood, Paul Hogan⁠(d), Harry Carey Jr., Ben Johnson, Frankie Avalon⁠(d), Burt Kennedy⁠(d) și cascadorul Dean Smith.
Rămas văduv după moartea soției sale (Emma Louise Eaton) în 1977, acesta i-a permis actorului Jim Beaver să locuiască alături de el timp de câțiva ani. A murit în casa sa din Los Angeles pe 6 decembrie 1992 la vârsta de 91 de ani. Acesta a avut o fiica adoptivă pe nume Dawn Henry.

## Filmografie

### Filmele lui John Ford
- Stagecoach (1939) - Cavalryman extra (nemenționat)
- The Night Riders (1939) - Rancher (nemenționat)
- A Lady Takes a Chance (1943) - Walter (nemenționat)
- Angel and the Badman (1947) - Townsman (nemenționat)
- Fort Apache (1948) - Southern Recruit
- Red River (1948) - Sims Reeves

- 3 Godfathers (1948) - Deputy Curly

- The Fighting Kentuckian (1949) - Abner Todd (nemenționat)

- The Quiet Man (1952) - Trainer in flashback (nemenționat)

- The Searchers (1956) - Mose Harper
- The Horse Soldiers (1959) - Deacon Clump
- The Alamo (1960) - Parson
- McLintock! (1963) - Curly Fletcher

- True Grit (1969) - R. Ryan - Undertaker (nemenționat)

- Chisum (1970) - Elwood - Stationmaster

- Rio Lobo (1970) - Hank - Hotel Clerk (nemenționat)

- Big Jake (1971) - Hank

- Cahill U.S. Marshal (1973) - Albert

### Alte filme
- Barbary Coast (1935) - Barfly / Townsman (nemenționat)
- For the Service (1936) - Henchman (nemenționat)
- Ghost-Town Gold (1936) - Mr. Crabtree (nemenționat)
- Come and Get It (1936) - Lumberjack (nemenționat)
- The Plainsman (1936) - Deadwood Townsman (nemenționat)
- [[Trouble in Texas] (1937) - Hank a Dancer (nemenționat)
- Hittin' the Trail (1937) - Sidekick Hank
- Sing, Cowboy, Sing (1937) - Henchman

- Riders of the Rockie (1937) - Henchman (nemenționat)

- Riders of the Dawn (1937) - Deputy (nemenționat)

- The Californian (1937) - Ruiz Man (nemenționat)

- The Mystery of the Hooded Horsemen (1937) - Deputy

- Moonlight on the Range (1937) - Ranch Hand (nemenționat)

- Hollywood Round-Up (1937) - Saloon Set Extra (nemenționat)

- Boss of Lonely Valley (1937) - Hank - Wagon Driver (nemenționat)

- Tex Rides with the Boy Scouts (1937) - Henchman (nemenționat)

- Sudden Bill Dorn (1937) - Barfly (nemenționat)

- The Singing Outlaw (1937) - Bixby Cowhand (nemenționat)

- Frontier Town (1938) - Henchman Buck (nemenționat)

- The L-t Stand (1938) - Rustler Playing Fiddle at Campfire (nemenționat)

- Western Trails (1938) - Townsman (nemenționat)

- Flaming Frontiers (1938) - Henchman [Ch. 11] (nemenționat)

- Rollin' Plains (1938) - Henchman Squint (nemenționat)

- The Stranger from Arizona (1938) - Skeeter

- Where the Buffalo Roam (1938) - Man at Dance (nemenționat)

- The Cowboy and the Lady (1938) - Cowhand Leonard (nemenționat)

- Ghost Town Riders (1938) - Tom 'Cherokee' Walton

- Sundown on the Prairie (1939) - Henchman Hank

- Rollin' Westward (1939) - Slim Regan

- Timber Stampede (1939) - Photographer (nemenționat)

- Oklahoma Frontier (1939) - Townsman (nemenționat)

- Chip of the Flying U (1939) - Cowhand (nemenționat)

- Reno (1939) - Townsman (nemenționat)

- Northwest Passage (1940) - Ranger Tying Oars (nemenționat)

- Viva Cisco Kid (1940) - Deputy (nemenționat)

- Rancho Grande (1940) - Cowhand (nemenționat)

- Riders of P-co B-in (1940) - Townsman (nemenționat)

- Shooting High (1940) - Townsman (nemenționat)

- Beyond Tomorrow (1940) - Hospital Visitor (nemenționat)

- Gaucho Serenade (1940) - Farmer Driving Jalopy (nemenționat)

- Prairie Law (1940) - Jacobs - Homesteader (nemenționat)

- Winners of the West (1940) - Drunk [Chs. 3, 5] (nemenționat)

- Cross-Country Romance (1940) - Wedding Witness (nemenționat)

- The Range Busters (1940) - Cowhand (nemenționat)

- Brigham Young (1940) - Mormon Cheering Porter (nemenționat)

- Ride, Tenderfoot, Ride (1940) - Henry Haggerty (nemenționat)

- Triple Justice (1940) - Townsman Outside Saloon (nemenționat)

- Ride, Kelly, Ride (1941) - Slim (nemenționat)

- Robbers of the Range (1941) - Stagecoach Attendant (nemenționat)

- Border Vigilantes (1941) - Aunt Jennifer's Wagon Driver (nemenționat)

- Last of the Duanes (1941) - Loafer (nemenționat)

- Dude Cowboy (1941) - Man with Toothache (nemenționat)

- Code of the Outlaw (1942) - Expectant Father (nemenționat)

- Cowboy Serenade (1942) - Opie (nemenționat)

- Riding the Wind (1942) - Duff Bricker

- Just Off Broadway (1942) - Comedian in Wings (nemenționat)

- Deep in the Heart of Texas (1942) - Townsman (nemenționat)

- Tenting Tonight on the Old Camp Ground (1943) - Sleepy Martin

- Black Market Rustlers (1943) - Slim

- So Proudly We Hail! (1943) - Soldier on Troop Ship (nemenționat)

- Flesh and Fantasy (1943) - Circus Spectator (nemenționat)

- Jack London (1943) - New Year's Eve Party Guest (nemenționat)

- Canyon City (1943) - Barfly (nemenționat)

- The Woman of the Town (1943) - The Barber (nemenționat)

- None Shall Escape (1944) - German Motorcycle Soldier (nemenționat)

- Rationing (1944) - Man at Wedding (nemenționat)

- Wyoming Hurricane (1944) - Cowboy (nemenționat)

- Lumberjack (1944) - Lumberjack (nemenționat)

- The Great Moment (1944) - Morton's Sign Painter – l-a înlocuit pe Roscoe Ates (nemenționat)

- National Barn Dance (1944) - Farmer at Barn Dance (nemenționat)

- The Bullfighters (1945) - Mr. McCoy (nemenționat)

- Abbott and Costello in Hollywood (1945) - Joe (nemenționat)

- Frontier Gunlaw (1946) - Pete (nemenționat)

- Lawless Breed (1946) - The Deputy

- The Missing Lady (1946) - Flophouse Bum (nemenționat)

- Undercurrent (1946) - Telegram Delivery Man (nemenționat)

- Duel in the Sun (1946) - Dance- Floor Cowboy (nemenționat)

- The Shocking Miss Pilgrim (1947) - Office Clerk (nemenționat)

- The Sea of Grass (1947) - Bill - Salt Fork Townsman (nemenționat)

- The Secret Life of Walter Mitty (1947) - Minor Role (nemenționat)

- Prairie Express (1947) - Deputy Clint

- High Wall (1947) - Diner Customer (nemenționat)

- Slippy McGee (1948) - Station Wagon Driver (nemenționat)
- The Man from Tex- (1948) - Churchgoer (nemenționat)
- Lightnin' in the Forest (1948) - Bartender
- The Sainted Sisters (1948) - Taub Beasley
- Hazard (1948) - Man in Cheap Hotel (nemenționat)
- Feudin', Fussin' and A-Fightin' (1948) - Clem (nemenționat)
- Tap Roots (1948) - Cropper (nemenționat)

- Whispering Smith (1948) - Murray's Ranchhand (nemenționat)

- Yellow Sky (1948) - Rancher, Bank Customer (nemenționat)

- Cover Up (1949) - Undertaker (menționat - "Wordon Norton"]

- Red Canyon (1949) - Charley (nemenționat)

- Streets of Laredo (1949) - Texas Ranger (nemenționat)

- Hellfire (1949) - Witness (nemenționat)

- Roseanna McCoy (1949) - Jacob (nemenționat)

- When Willie Comes Marching Home (1950) - American Legionnaire Band Leader (nemenționat)

- Father Is a Bachelor (1950) - Finnegan (nemenționat)

- Wagon Master (1950) - Luke Clegg

- Curtain Call at Cactus Creek (1950) - Townsman

- Frenchie (1950) - Mr. Grady (nemenționat)

- Sugarfoot (1951) - Johnny-Behind-the-Stove

- Comin' Round the Mountain (1951) - Target Judge

- Joe Palooka in Triple Cross (1951) - Hard-of-Hearing Farmer

- The Man with a Cloak (1951) - First Carriage Driver (nemenționat)

- Boots Malone (1952) - G- Station Mechanic (nemenționat)

- Woman of the North Country (1952) - Tom Gordon

- The Big Sky (1952) - Poordevil

- Apache War Smoke (1952) - Amber

- Sky Full of Moon (1952) - Cowhand (nemenționat)

- The Lawless Breed (1953) - Kans- City Barfly (nemenționat)

- Ma and Pa Kettle on Vacation (1953) (nemenționat)

- Powder River (1953) - Joe (nemenționat)

- Crime Wave (1953) - Sweeney (nemenționat)

- Ma and Pa Kettle at Home (1954) - Indian (nemenționat)

- The Outcast (1954) - Bartender (nemenționat)

- Davy Crockett, King of the Wild Frontier (1955) - Cave bar patron (nemenționat)

- The Road to Denver (1955) - Shad Ewing, Livery Stable Owner (nemenționat)

- The Vanishing American (1955) - Shoie (nemenționat)

- The Indian Fighter (1955) - Crazy Bear / Guardhouse Keeper

- Davy Crockett and the River Pirates (1956) - Fiddler (archive footage)

- Meet Me in Las Vegas (1956) - Joe (nemenționat)

- Thunder Over Arizona (1956) - Old Jon- (nemenționat)

- Accused of Murder (1956) - Les Fuller

- The Quiet Gun (1957) - Sampson

- Spoilers of the Forest (1957) - Pat Casey

- Dragoon Wells M-sacre (1957) - Hopi Charlie

- The Buckskin Lady (1957) - Lon

- Forty Guns (1957) - Marshal John Chisum

- Sing, Boy, Sing (1958) - Girl's Father at Police Station (nemenționat)

- The Notorious Mr. Monks (1958) - Pete

- Toughest Gun in Tombstone (1958) - Liveryman (nemenționat)

- Bullwhip (1958) - Tex

- Wild Heritage (1958) - Trail Drive Cowhand (nemenționat)

- Sergeant Rutledge (1960) - Laredo (nemenționat)

- One-Eyed Jacks (1961) - Doc

- The Music Man (1962) - Undertaker (nemenționat)

- Good Times (1967) - Kid

- The President's Analyst (1967) - Dirty Old Man (nemenționat)

- Big Daddy (1969)

- Zachariah (1971) - Old Cowboy (nemenționat)

- Bedknobs and Broomsticks (1971) - Old Home Guardsman (nemenționat)

- Black Noon (1971, TV Movie) - Joseph

- Eve of Aunt Agnes (1974)

- The Legend of Frank Woods (1977) - Slim

- Smokey and the Bandit (1977) - Trucker with harmonica (nemenționat)

- Which Way Is Up? (1977) - The Flunky

- Big Wednesday (1978) - Shopping Cart

- Sgt. Pepper's Lonely Hearts Club Band (1978) - Old Lonely Hearts Club Band

- They Went That-A-Way & That-A-Way (1978) - Butch Collins

- Every Which Way But Loose (1978) - Trailer Court Manager

- Bronco Billy (1980) - Station Mechanic

- Scream (1981) - John

- Soggy Bottom, U.S.A. (1981) - Old Geezer

- Hammett (1982) - Pool Room Attendant

- Flush (1982)

- Island Fury (1983) - Gramps Jebediah

- The Ice Pirates (1984) - Elderly J-on

- UFOria (1985) - Colonel

- Runaway Train (1985) - Old Con

- Space Rage (1985) - Old codger

- Once Upon a Texas Train (1988, TV Movie) - Old Timer

- Big Bad John (1990) - Good Ole Boy

- Almost an Angel (1990) - Pop, Patient in Hospital

### Televiziune
- The Lone Ranger - episodul - The Tenderfeet (1949) - Rusty Bates

- The Lone Ranger - episodul - Woman from Omaha (1953) - Whip

- The Lone Ranger - episodul - The Ghost of Coyote Canyon (1953) - Ed

- The Lone Ranger - episodul - Stage to Tishomingo (1954) - Ike Beatty, Stage driver

- The Lone Ranger - episodul - The Bait: Gold! (1955) -  Jud, Stagecoach Driver

- The Lone Ranger - episodul - The Banker's Son (1957) - Bruckner

- Rawhide - episodul - Incident of the Devil and His Due (1960) - Joe Wendell

- Wagon Train - episodul -  The Colter Craven Story (1960) - Hank (nemenționat)

- Wagon Train - episodul -  The Nellie Jefferson Story (1961) - Trader

- Bonanza - episodul - The Stranger (1960) -  Station Attendant

- Bonanza - episodul - The Bride (1961) - Ned Birch (Old Miner)

- Bonanza - episodul - Tommy (1966) - Dave (nemenționat)

- Hondo and the Apaches – film de televiziune (1967) - One of Gallagher's Mine Workers (nemenționat)

- Hondo - episodul - Hondo and the Eagle Claw (1967) - Miner (nemenționat)

- Hondo - episodul - Hondo and the War Cry (1967) - Miner (nemenționat)

- McCloud - episodul - A Little Plot at Tranquil Valley (1972) - Elderly Patient (nemenționat)

- Gunsmoke - episodul - The Tarnished Bridge (1974) - Claude

- The Yellow Rose - episodul - A Question of Love (1983) - Old Man

- Knight Rider - episodul - Fright Knight (1985) - Slim

- Twin Peaks (1990-1991) - Waiter (rol final)